# Frank Benford
Frank Albert Benford, Jr (ur. 29 maja 1883 w Johnstown, Pensylwania, zm. 4 grudnia 1948 w Schenectady) – amerykański inżynier, elektrotechnik i fizyk.
Odkrył i wygenerował tzw. prawo Benforda, czyli rozkład częstości występowania pierwszych znaczących (wiodących) cyfr w dużym zbiorze liczb, w miarę możliwości wielocyfrowych, pochodzących z realnych pomiarów oraz dotyczących empirycznych zjawisk i procesów.

## Życiorys
Po ukończeniu University of Michigan w 1910 roku, Benford pracował dla General Electric najpierw w Illuminating Engineering Laboratory przez 18 lat a następnie prowadził badania w Research Laboratory, aż 20 lat.
Przeszedł na emeryturę w lipcu 1948. Zmarł nagle w swoim domu w dniu 4 grudnia 1948. Benford jest również znany za opracowanie w 1937 r. instrumentu pomiaru załamania szkła. Ekspert  pomiarów optycznych, opublikował 109 dokumentów w dziedzinie optyki i matematyki i otrzymał 20 patentów na przyrządy optyczne.